# Корбен, Ален
Ален Корбен (фр.  Alain Corbin, 12 января 1936, Лонле-л’Аббе, департамент Орн) — французский историк, специалист по XIX веку.

## Биография
Родился в Нормандии. Окончил университет в Кане, где среди его преподавателей был Пьер Видаль-Наке. Профессор университета Париж 1 Пантеон-Сорбонна.

## Научная деятельность

### Научные интересы
Область интересов Корбена — история и этнография чувств или ощущений (своего рода параллель истории идей или истории ментальностей). Отсюда его интерес к практикам конструирования и переживаниям мужского/женского, истории повседневности, частной жизни и способам проведения свободного времени, к истории тела, его ощущений и удовольствий. В ряде работ выступал как микроисторик. Наиболее известен его труд Миазм и нарцисс: обоняние и общественное воображение в XVIII—XIX веках (1982), переведенный на многие языки.

### Основные труды
- Архаика и современность в провинции Лимузен XIX века/ Archaïsme et modernité en Limousin au XIXe siècle (1845—1880) (1975, переизд. 1999)
- Девушки напрокат. Секс, нищета и проституция в XIX веке/ Les Filles de noces. Misère sexuelle et prostitution (XIXe siècle) (1978, переизд. 1982)
- Миазм и нарцисс. Обоняние и социальное воображение в XVIII—XIX веках/ Le Miasme et la Jonquille. L’odorat et l’imaginaire social, XVIIIe-XIXe siècles (1982, переизд. 1986)
- Селение людоедов/ Le Village des « cannibales» (1986, переизд. 1990)
- Территория пустоты. Запад и тяга к побережью/ Le Territoire du vide. L’Occident et le désir du rivage, 1750—1840 (1988, переизд. 1990)
- Время, желание и ужас. Очерки XIX века/ Le Temps, le Désir et l’Horreur. Essais sur le XIXe siècle (1991, переизд. 1998)
- Колокола земли. Звуковой пейзаж и культура ощущений в селах XIX века/ Les Cloches de la terre. Paysage sonore et culture sensible dans les campagnes au XIXe siècle (1994, переизд. 2000)
- Пришествие досуга (1850—1960)/ L’Avènement des loisirs (1850—1960) (1995, переизд. 2001, с коллективом авторов),
- Le Monde retrouvé de Louis-François Pinagot. Sur les traces d’un inconnu (1798—1876) (1998, переизд. 2002)
- Девятнадцатый век в зеркале двадцатого/ Le XIXe siècle au miroir du XXe (2002)
- Гармония удовольствий. Манера наслаждаться от эпохи Просвещения до пришествия сексологии/ L’Harmonie des plaisirs. Les manières de jouir du siècle des Lumières à l’avènement de la sexologie 2007)
- Герои французской истории в рассказах моему сыну/ Les Héros de l’histoire de France expliqués à mon fils (2011)
- История мужественности/ Histoire de la virilité, tome 1, De l’antiquité aux lumières, L’invention de la virilité (2011, с Жоржем Вигарелло и др.)
- Histoire de la virilité, tome 2, Le triomphe de la virilité, Le XIXe siècle (2011, с Жоржем Вигарелло и др.)
- Histoire de la virilité, tome 3, La virilité en crise?, Le XXe-XXIe siècle (2011, с Жоржем Вигарелло и др.)

### Публикации на русском языке
Труды Корбена переведены на английский, немецкий, испанский, нидерландский, чешский и др. языки.
- Ароматы частной жизни
- История тела. Под редакцией Алена Корбена, Жан-Жака Куртина, Жоржа Вигарелло. Т. 1, 2. М.: Новое литературное обозрение, 2012, 2014